# 杉浦光夫
杉浦 光夫（すぎうら みつお、1928年9月10日- 2008年3月11日）は、日本の数学者。理学博士（1961年）。東京大学名誉教授。

## 略歴
愛知県岡崎市出身。1946年、愛知県岡崎中学校（現・愛知県立岡崎高等学校）卒業。1953年、東京大学理学部数学科卒業。1961年、理学博士。東京大学教養学部助教授、教授、1989年、定年退官、名誉教授。1989年、津田塾大学学芸部教授。2003年より津田塾大学理事。2008年3月11日に死去。79歳没。
俳優杉浦直樹は従兄弟である。

## 著書
- 「Unitary representations and harmonic analysis : an introduction」講談社 1975年
- 「Jordan標準形と単因子論」 岩波書店 1976年 (岩波講座基礎数学シリーズ)
- 「解析入門I」 東京大学出版会 1980年 (基礎数学)
- 「解析入門II」 東京大学出版会 1986年 (基礎数学)
- 「リー群論」 共立出版 2000年
- 「杉浦光夫ユニタリ表現入門」東京図書　2018年

### 共編著
- 「代数学」 彌永昌吉共著 岩波書店 1957年
- 「応用数学者のための代数学」 弥永昌吉共著 岩波書店 1960年
- 「連続群論入門」 山内恭彦共著 培風館 1960年
- 「ジョルダン標準形・テンソル代数」 横沼健雄共著 岩波書店 1990年 (岩波基礎数学選書シリーズ、上記単著「Jordan標準形と単因子論」に基づく)
- 「ヒルベルト23の問題」 編 日本評論社 1997年
- 「20世紀の数学」 笠原乾吉共編 日本評論社 1998年
- 「現代数学のあゆみ」 足立恒雄共編 サイエンス社 1998年 (臨時別冊・数理科学)

### 翻訳
- 「連続群論」 レフ・ポントリャーギン 柴岡泰光,宮崎功共訳 岩波書店 1957年
- 「リー群とリー環」 ニコラ・ブルバキ 東京図書 1968年‐1973年
- 「数学の創造 著作集自註」 アンドレ・ヴェイユ 日本評論社 1983年
  - 全訳。その一部が数学セミナーに掲載された。(上:22(4),p53-57,1983-04,下:22(5), p69-76, 1983-05)
- 「ブルバキ数学史」 村田全,清水達雄共訳 東京図書、1993年　のちちくま学芸文庫
- 「リーマン論文集」 足立恒雄,長岡亮介共編訳 朝倉書店 2004年